# Совет по эвакуации при СНК СССР
Совет по эвакуации при СНК СССР — созданный на второй день после начала Великой Отечественной войны государственный орган, ответственный за эвакуацию из угрожаемых регионов. Под его руководством была проведена не имеющая аналогов в мировой практике эвакуация имущества и людей на восток страны, в ходе которой было спасено 2593 предприятия, в том числе 1523 крупных, и около 18 млн человек.

## Участники
24 июня 1941 г. постановлением ЦК ВКП(б) и СНК СССР «для руководства эвакуацией населения, учреждений, военных и иных грузов, оборудования предприятий и других ценностей» при СНК СССР был создан Совет по эвакуации в составе члена Политбюро ЦК Л. М. Кагановича (председатель), А. Н. Косыгина (заместитель председателя), Н. М. Шверника (заместитель председателя), Б. М. Шапошникова, С. Н. Круглова, П. С. Попкова, Н. Ф. Дубровина и П. И. Кирпичникова.
Кандидатура наркома путей сообщения Л. М. Кагановича была предложена в качестве председателя совета потому, что главная нагрузка эвакуации легла на железные дороги.
26-го, 27 июня и 1 июля решением тех же органов в Совет по эвакуации были дополнительно введены А. И. Микоян (первым заместителем председателя), Л. П. Берия и М. Г. Первухин (заместитель председателя).

Однако уже к началу июля стало ясно, что Каганович не справляется с задачей организации эвакуации. Как вспоминал А. И. Микоян: 
«Тогда считалось, что Наркомат путей сообщения должен играть главную роль в вопросах эвакуации. Объем же эвакуации из-за ухудшения военной обстановки расширялся.
Все подряд эвакуировать было невозможно. Не хватало ни времени, ни транспорта. Уже к началу июля 1941 г. стало ясно, что Каганович не может обеспечить четкую и оперативную работу Совета по эвакуации». 
3 июля 1941 г. председателем Совета по эвакуации был назначен кандидат в члены Политбюро ЦК, секретарь ВЦСПС Н. М. Шверник. 16 июля последовало новое решение ГКО «О составе Совета по эвакуации». На этот раз в его реорганизованный состав вошли: Н. М. Шверник (председатель),  М. Г. Первухин (заместитель председателя), А. Н. Косыгин (заместитель председателя), А. И. Микоян, Л. М. Каганович (в отсутствие Кагановича его заменял Б. Н. Арутюнов), М. З. Сабуров (в отсутствие Сабурова его заменял Г. П. Косяченко) и B. C. Абакумов (НКВД).
16 августа 1941 г. постановлением Государственного Комитета Обороны (ГКО) в Совет по эвакуации дополнительно ввели заместителя начальника Главного управления тыла Красной Армии генерал-майора М. В. Захарова. 26 сентября 1941 г. при Совете по эвакуации было создано Управление по эвакуации населения во главе с заместителем председателя СНК РСФСР К. Д. Памфиловым. Одновременно Памфилов пополнил состав Совета по эвакуации в качестве одного из заместителей председателя Совета.

## Деятельность
На территории СССР, которая с началом войны оказалась под угрозой оккупации, находилось 32 тыс. промышленных предприятий и проживало 88 млн человек. Необходимо было эвакуировать в Заволжье, на Урал, в Сибирь и Среднюю Азию хотя бы крупные предприятия оборонной и базовых отраслей промышленности вместе с их кадровыми работниками, которые способны были быстро развернуть производство на Востоке. То, как это было сделано, не знает аналогов в мировой истории. Английский публицист А. Верт считает, что «эвакуация промышленности во второй половине 1941-го-начале 1942 гг. и ее „расселение“ на восток следует отнести к числу самых поразительных организаторских и человеческих подвигов Советского Союза во время войны».

### Подготовка плана[2]
«Исключительная сложность… заключалась в том, что в таких масштабах и в такие короткие сроки эвакуация не предусматривалась и никогда не планировалась», — вспоминал заместитель Председателя Совнаркома СССР и наркома химической промышленности СССР военных лет, генерал-лейтенант инженерно-технической службы М. Г. Первухин.
Первоначально считалось, что любая агрессия противника будет быстро отражена и война с ним пойдет на его территории. Такого мнения придерживались такие фигуры Наркомата обороны, как Г. И. Кулик, Л. З. Мехлис, Е. А. Щаденко. Однако после молниеносного захвата Франции и особенно Польши вопрос об эвакуации стал обсуждаться весной 1941 года и вошёл в директивы Генерального штаба, разосланные 14-15 мая 1941 года в приграничные Прибалтийский, Западный, Киевский и Одесский военные округа. Параграф 7 этих директив гласил: «На случай вынужденного отхода разработать согласно особым указаниям план эвакуации фабрик, заводов, банков и других хозяйственных предприятий, правительственных учреждений, складов военного и государственного имущества». Однако выполнить это предписание уже не оставалось времени.
В первые дни после нападения Германии партийные, советские и военные руководители на местах решали вопрос об эвакуации на свое усмотрение и в меру сил. Некоторые действовали решительно и эффективно, некоторые колебались и выжидали, в результате чего в последний момент ценности приходилось уничтожать или, что ещё хуже, они доставались врагу.

### Первые дни войны
Уже 22 июня 1941 года массированным бомбардировкам наступающего вермахта были подвергнуты как узловые, так и многие промежуточные станции Брест-Литовской, Белостокской, Ковельской, Белорусской, Литовской, Латвийской, Эстонской, Юго-Западной, Винницкой, Одесской и Кишиневской железных дорог.
29 июня была распространена директива СНК СССР и ЦК ВКП(б): «При вынужденном отходе частей Красной Армии угонять подвижной железнодорожный состав, не оставлять врагу ни одного паровоза, ни одного вагона, не оставлять противнику ни килограмма хлеба, ни литра горючего».
Непрерывным потоком по автомобильным дорогам на восток двигались люди, автомобили, подводы, из-за чего трудно было организовать встречное движение войск и подвоз боеприпасов. Обстановку осложняли заброшенные в советский тыл диверсанты, действовавшие под видом беженцев, а нередко и в форме советских бойцов и командиров. Они распространяли провокационные слухи, сеяли панику, подавали своим самолетам световые сигналы.
За первые 10 дней войны гитлеровцы захватили шестую часть железных дорог СССР. К 5 июля, по воспоминаниям З.Кондратьева, «станционные пути, ветки, тупики столичного узла оказались забитыми вливавшимися со всех направлений поездами. Выхода на запад почти не было. Железнодорожные магистрали, идущие к фронту, представляли собой обрубки. Москва превратилась в головную базу снабжения войск и перевалки военных грузов с железной дороги на автомобильный транспорт».

## Результаты работы
- Летом и осенью 1941 года из фронтовой зоны было вывезено 2593 предприятия, в том числе 1523 предприятия  тяжелой промышленности, железнодорожным и водным транспортом было эвакуировано 12—18 млн человек.[6] Вместе с эвакуированными в июле-сентябре 1942 г. их численность достигла 25 млн человек.[7]